# Copa del Rey de baloncesto 2021
La 85.ª edición de la Copa del Rey de baloncesto se celebró en el WiZink Center de Madrid del 11 al 14 de febrero de 2021.

## Equipos participantes
Participarán en el torneo los ocho primeros clasificados al término de la fecha prevista para la finalización de la primera vuelta de la Liga Endesa 2020-2021. El Real Madrid ya ha garantizado matemáticamente su condición de equipo anfitrión y su presencia entre los ocho primeros.
Ante la incertidumbre generada por la pandemia, los clubes ACB han acordado que para decidir la clasificación para la Copa del Rey el primer criterio sea el porcentaje de victorias sobre el total de partidos jugados por el equipo, evitando así perjudicar a algún club si no puede disputar todos sus partidos antes de la fecha límite del 10 de enero.
Los criterios de desempate en la clasificación serán por tanto los siguientes:
1. Mejor porcentaje de victorias sobre el total de partidos disputados por el equipo.
2. De no resolverse el empate, mayor diferencia total de tantos a favor y en contra teniendo en cuenta todos los partidos disputados en la Liga Regular.
3. De no resolverse el empate, se aplicará a los equipos que permanezcan empatados la suma de los cocientes de tantos a favor y en contra de cada uno de los partidos disputados, resultando vencedor el que más alto lo tenga.

| - Real Madrid (anfitrión) - Barça - Lenovo Tenerife - TD Systems Baskonia | - Hereda San Pablo Burgos - Valencia Basket - Club Joventut Badalona - Unicaja Málaga |

## Árbitros
La ACB dio a conocer los 14 árbitros que acudirán a la  85.ª edición de la Copa del Rey de baloncesto:
- Jordi Aliaga Solé (3 ediciones)
- Luis Miguel Castillo Larroca (3 ediciones)
- Antonio Conde Ruiz (18 ediciones)
- Carlos Cortés Rey (10 ediciones)
- Juan Carlos García González (14 ediciones)
- Daniel Hierrezuelo (23 ediciones)
- Sergio Manuel Rodríguez (2 ediciones)
- Jorge Martínez Fernández (1 edición)
- Juan de Dios Oyón Cauqui (2 ediciones)
- Arnau Padrós Feliu (1 edición)
- Óscar Perea Lorente (14 ediciones)
- Emilio Pérez Pizarro (16 ediciones)
- Carlos Peruga Embid (12 ediciones)
- Rafael Serrano Velázquez (3 ediciones)

## Resultados
|  | Cuartos de final        | Cuartos de final      |                       |     | Semifinales | Semifinales |  |  | Final | Final |
|  |                         |                       |                       |     |             |             |  |  |       |       |
|  | 11 de febrero de 2021   |                       |                       |     |             |             |  |  |       |       |
|  |                         |                       |                       |     |             |             |  |  |       |       |
|  | Real Madrid             | 85                    |                       |     |             |             |  |  |       |       |
|  | Real Madrid             | 85                    | 13 de febrero de 2021 |     |             |             |  |  |       |       |
|  | Valencia Basket         | 74                    |                       |     |             |             |  |  |       |       |
|  | Valencia Basket         | 74                    | Real Madrid           | 85  |             |             |  |  |       |       |
|  | 11 de febrero de 2021   |                       | Real Madrid           | 85  |             |             |  |  |       |       |
|  |                         | Lenovo Tenerife       | 79                    |     |             |             |  |  |       |       |
|  | Lenovo Tenerife         | Lenovo Tenerife       | 79                    | 87  |             |             |  |  |       |       |
|  | Lenovo Tenerife         |                       | 14 de febrero de 2021 | 87  |             |             |  |  |       |       |
|  | Hereda San Pablo Burgos | 76                    |                       |     |             |             |  |  |       |       |
|  | Hereda San Pablo Burgos | 76                    | Real Madrid           | 73  |             |             |  |  |       |       |
|  | 12 de febrero de 2021   |                       | Real Madrid           | 73  |             |             |  |  |       |       |
|  |                         | Barça                 | 88                    |     |             |             |  |  |       |       |
|  | Barça                   | Barça                 | 88                    | 103 |             |             |  |  |       |       |
|  | Barça                   | 13 de febrero de 2021 |                       | 103 |             |             |  |  |       |       |
|  | Unicaja                 | 93                    |                       |     |             |             |  |  |       |       |
|  | Unicaja                 | 93                    | Barça                 | 77  |             |             |  |  |       |       |
|  | 12 de febrero de 2021   |                       | Barça                 | 77  |             |             |  |  |       |       |
|  |                         | TD Systems Baskonia   | 68                    |     |             |             |  |  |       |       |
|  | TD Systems Baskonia     | TD Systems Baskonia   | 68                    | 96  |             |             |  |  |       |       |
|  | TD Systems Baskonia     |                       |                       | 96  |             |             |  |  |       |       |
|  | Club Joventut Badalona  | 87                    |                       |     |             |             |  |  |       |       |
|  | Club Joventut Badalona  | 87                    |                       |     |             |             |  |  |       |       |

## Cuartos de final
| 11 de febrero de 2021, 18:30 | Lenovo Tenerife                                                          | 87–76                    | Hereda San Pablo Burgos                            | |  |
|                              | Parciales: 25-17, 26-25, 20-17, 16-17                                    |                          |                                                    | |  |
|                              | Estadísticas Salin, Fitipaldo 18 Sulejmanovic 8 Fitipaldo 6 Fitipaldo 19 | Reporte Pts Reb Asts Val | Estadísticas 12 Rivero 7 Rabaseda 7 Cook 16 Rivero | Pabellón: WiZink Center, Madrid Asistencia: 0 espectadores Árbitros: Juan Carlos García González (árbitro) Óscar Perea Lorente Arnau Padrós Feliu Televisión: |  |

| 11 de febrero de 2021, 21:30 | Real Madrid                                                        | 85–74                    | Valencia Basket                                                                    | |  |
|                              | Parciales: 29-17, 20-17, 14-21, 22-19                              |                          |                                                                                    | |  |
|                              | Estadísticas Deck, Thompkins 23 Deck 6 Alocen 7 Deck, Thompkins 22 | Reporte Pts Reb Asts Val | Estadísticas 16 Van Rossom 7 Labeyrie 3 Van Rossom, Kalinic 18 Van Rossom, Kalinic | Pabellón: WiZink Center, Madrid Asistencia: 0 espectadores Árbitros: Daniel Hierrezuelo Navas Jordi Aliaga Solé Luis Miguel Castillo Larroca Televisión: |  |

| 12 de febrero de 2021, 18:30 | TD Systems Baskonia                                                 | 96–87                    | Club Joventut Badalona                                 | |  |
|                              | Parciales: 28-17, 27-30, 23-21, 18-19                               |                          |                                                        | |  |
|                              | Estadísticas Giedraitis, Polonara 19 Polonara 7 Henry 3 Polonara 30 | Reporte Pts Reb Asts Val | Estadísticas Brodziansky 18 Tomić 11 Bassas 7 Tomić 19 | Pabellón: WiZink Center, Madrid Asistencia: 0 espectadores Árbitros: Carlos Peruga Embid Antonio Conde Ruiz Jorge Martínez Fernández Televisión: |  |

| 12 de febrero de 2021, 21:30 | Barça                                                    | 103–93                   | Unicaja                                                             | |  |
|                              | Parciales: 15-29, 24-15, 21-21, 28-23 (T.E.: 15-5)       |                          |                                                                     | |  |
|                              | Estadísticas Higgins 22 Calathes 5 Calathes 5 Higgins 23 | Reporte Pts Reb Asts Val | Estadísticas Brizuela 33 Thompson, Suárez 7 Waczyński 5 Brizuela 22 | Pabellón: WiZink Center, Madrid Asistencia: 0 espectadores Árbitros: Emilio Pérez Pizarro Carlos Cortés Rey Sergio Manuel Rodríguez Televisión: |  |

## Semifinales
| 13 de febrero de 2021, 16:00 | Real Madrid                                                 | 85–79                    | Lenovo Tenerife                                                                 | |  |
|                              | Parciales: 19-23, 21-23, 25-16, 20-17                       |                          |                                                                                 | |  |
|                              | Estadísticas Deck, Causeur 18 Tavares 15 Llull 5 Tavares 24 | Reporte Pts Reb Asts Val | Estadísticas Marcelinho 22 Sulejmanović 6 Fitipaldo, Marcelinho 5 Marcelinho 16 | Pabellón: WiZink Center, Madrid Asistencia: 0 espectadores Árbitros: Carlos Peruga Embid Óscar Perea Lorente Arnau Padrós Feliu Televisión: |  |

| 13 de febrero de 2021, 19:00 | Barça                                                 | 77–68                    | TD Systems Baskonia                                  | |  |
|                              | Parciales: 15-12, 23-15, 26-20, 13-21                 |                          |                                                      | |  |
|                              | Estadísticas Mirotić 16 Kuric 7 Calathes 8 Mirotić 17 | Reporte Pts Reb Asts Val | Estadísticas Henry 19 Polonara 8 Vildoza 4 Jekiri 23 | Pabellón: WiZink Center, Madrid Asistencia: 0 espectadores Árbitros: Daniel Hierrezuelo Navas Antonio Conde Ruiz Rafael Serrano Velázquez Televisión: |  |

## Final
| 14 de febrero de 2021, 18:30 | Real Madrid                                           | 73–88                    | Barça                                                   | |  |
|                              | Parciales: 11-20, 20-32, 19-17, 23-19                 |                          |                                                         | |  |
|                              | Estadísticas Tavares 17 Tavares 9 Alocén 3 Tavares 28 | Reporte Pts Reb Asts Val | Estadísticas Higgins 20 Davies 8 Calathes 9 Calathes 18 | Pabellón: Wizink Center, Madrid Asistencia: 0 espectadores Árbitros: Daniel Hierrezuelo Navas Carlos Peruga Embid Antonio Conde Ruiz Televisión: |  |

| Campeones de la Copa del Rey 2021 |
| --------------------------------- |
| Bandera de Cataluña               |
| Barça 26.º título                 |

## MVP de la Copa
- Cory Higgins